# Вилла «Курица»

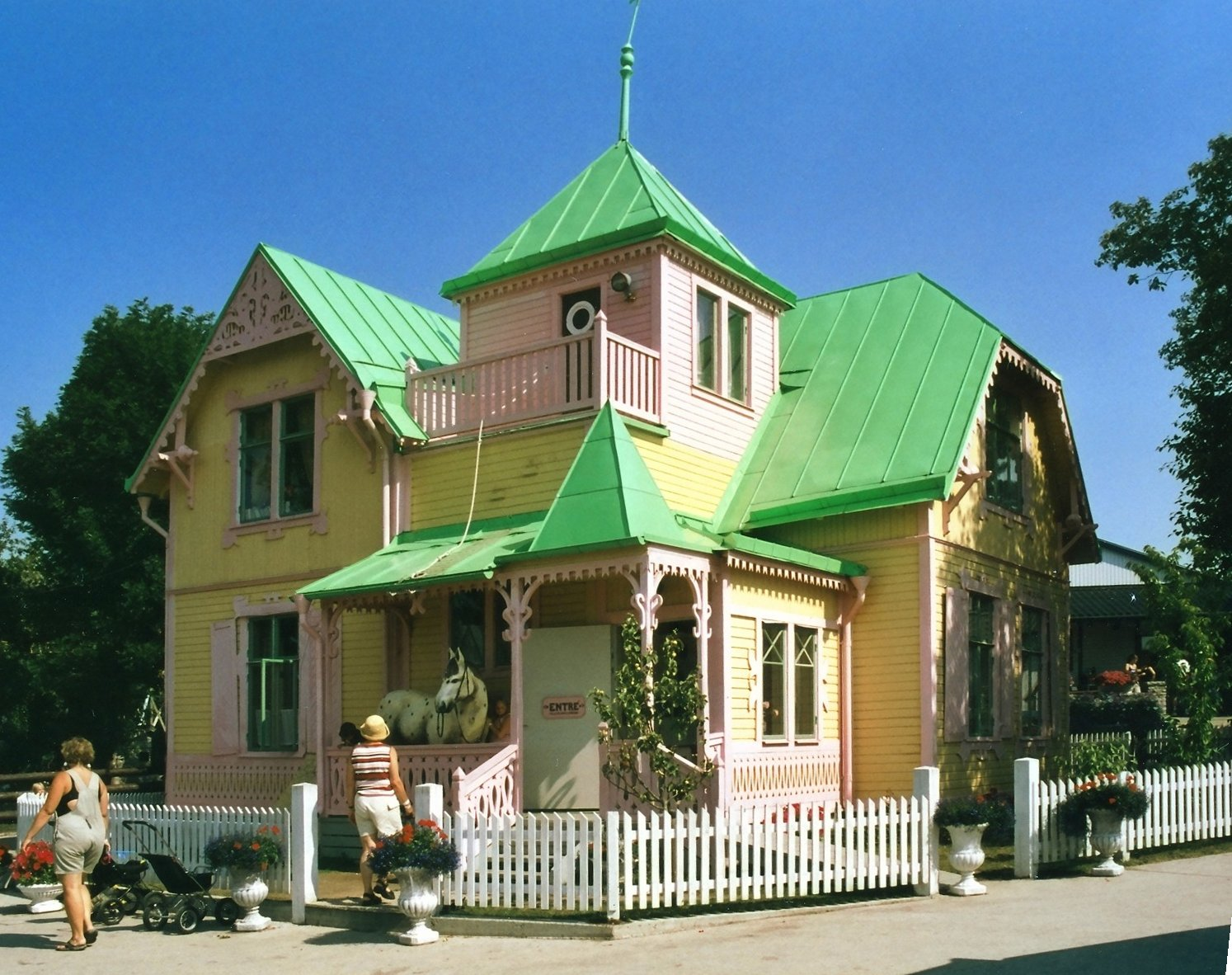
Вилла «Курица» из шведского телесериала и фильма о Пеппи, построенная в конце 1960-х годов.

Вилла «Курица» (швед. Villa Villekulla), в некоторых переводах Вилла «Вверхтормашками» — вымышленный дом, в котором жила Пеппи Длинныйчулок — главная героиня нескольких детских произведений шведской писательницы Астрид Линдгрен.

## Описание
В книге «Пеппи поселяется на вилле „Курица“» Астрид Линдгрен описывает дом так:

…Почерневший от времени ветхий дом… Этот старый дом, окружённый запущенным садом, отец [Пеппи] купил много лет назад. Он собирался поселиться здесь с Пеппи, когда состарится и уже не сможет водить корабли. Но после того, как папа исчез в море, Пеппи отправилась прямехонько в свою виллу «Курица», чтобы там дожидаться его возвращения. Вилла «Курица» — так назывался этот старый дом. В комнатах стояла мебель, в кухне висела утварь — казалось, всё специально приготовили, чтобы Пеппи могла здесь поселиться.
— Астрид Линдгрен. «Пеппи поселяется в вилле „Курица“», глава 1 «Как Пеппи поселилась в вилле „Курица“»
На террасе виллы живёт лошадь Пеппи, соседний дом — вилла, в которой живут лучшие друзья Пеппи, Томми и Анника.
Позднее Линдгрен описала дом так:

За калиткой он [солидный господин] увидел большой запущенный сад — старые деревья, поросшие мхом, лужайки с неподстриженным газоном и много-много цветов, которые росли не на клумбах, а там, где им заблагорассудится. В глубине сада виднелся дом. Но боже, что это был за дом! Он выглядел так, словно развалится вот-вот на глазах.
— Астрид Линдгрен. «Пеппи в стране Веселии», глава 1 «Как у Пеппи покупают виллу „Курица“»
В конце 1960-х годов в Швеции решили в очередной раз экранизировать приключения Пеппи, для чего построили виллу «Курицу», сделав её новенькой, чистой и ухоженной, в отличие от оригинального описания. Строение находилось в городке Виббле (англ. Vibble), на острове Готланд. После окончания съёмок строение переместили на окраину соседнего города Висбю, но затем вернули почти на бывшее место. Поныне вилла стоит в трёх километрах от места, где проходили съёмки, и является туристической достопримечательностью.